# Казематна вежа
Казематна вежа — архітектурна пам'ятка місцевого значення в Україні в м. Кам'янець-Подільський, Хмельницька область.

## Історія
За програмою фортифікації Кам'янця, яку склав король Станіслав Август Понятовський у 1782 році, тут на фундаментах декількох вірменських будинків, зруйнованих за турецьких часів, у 1783—1791 роках збудували гауптвахту.
2007 році, з її підвалів було вивезено цілу вантажівку залишків після проживання там ув'язнених.

## Архітектура
Вежа кругла в плані, діаметр сягає 9,5 м, з прямокутним тамбуром з північної сторони. По центру вгору підіймається стовп діаметром 2,5 м. Стіни верхнього ярусу на висоті близько двох метрів прорізають шість вікон-бійниць. Його верхня частина використовувалася димоходом. Зараз вона закрита кришечкою, яка схожа на кришку чайника з флюгером.